# Châteauponsac
Châteauponsac is een gemeente in het Franse departement Haute-Vienne (regio Nouvelle-Aquitaine) en telt 2252 inwoners (1999). De plaats maakt deel uit van het arrondissement Bellac.

## Geografie
De oppervlakte van Châteauponsac bedraagt 68,8 km², de bevolkingsdichtheid is 32,7 inwoners per km².
De onderstaande kaart toont de ligging van Châteauponsac met de belangrijkste infrastructuur en aangrenzende gemeenten.

## Demografie
Onderstaande figuur toont het verloop van het inwonertal (bron: INSEE-tellingen).